# Za Dengel
Za Dengel fue emperador de Etiopía (conocido como Asnaf Sagad II) (1603 - 1604), miembro de la Dinastía salomónica. Fue hijo de Lesana Krestos, hermano de Sarsa Dengel.
Fue nombrado emperador por Ras Za Sellase. Con el tiempo Za Dengel invitó al jesuita Pedro Páez a su corte en Dankaz, y este lo persuadió en abrazar el catolicismo. 
Esta conversión religiosa condujo a Za Sellase no solamente a retirarle su apoyo, sino a trabajar activamente contra él y a promover una rebelión en Gojjam. Za Dengel marchó a la llanura de Bartcho para frenar esta rebelión, pero a pesar de la ayuda de 200 mosqueteros portugueses, Za Dengel falleció en batalla el 24 de octubre de 1604.
| Predecesor: Yaqob | Emperador de Etiopía 1603-1604 | Sucesor: Yaqob (Restaurado en el trono) |